# Ребер (община Жужемберк)
Вижте пояснителната страница за други значения на Ребер.
Ребер (на словенски: Reber) е село в Словения, регион Югоизточна Словения, община Жужемберк. Според Националната статистическа служба на Република Словения през 2015 г. селото има 102 жители.